# Progress (Kovalévskoie)
|  | Per a altres significats, vegeu «Progress». |

Progress - Прогресс (rus) és un possiólok del krai de Krasnodar, a Rússia. Es troba a la vora esquerra del riu Kuban. És a 9 km al nord de Novokubansk i a 157 km a l'est de Krasnodar. Pertany al poble de Kovalévskoie.